# Русифікація
Русифіка́ція або зросійщення (також іноді росіянізація, змосковщення, помосковщення), заст. московщення — змушення переходу на російську мову, засвоювання російських звичаїв і культури, також сукупність дій та умов, спрямованих на зміцнення російської національно-політичної переваги в країнах, що опинилися у складі Російської імперії чи Радянського Союзу або перебувають у сфері її впливу, за допомогою переходу чи переведення осіб неросійської національності на російські мову й культуру та їхньої подальшої асиміляції. Найбільш характерний прояв національної політики російської влади (див. Російський світ (геополітика)).

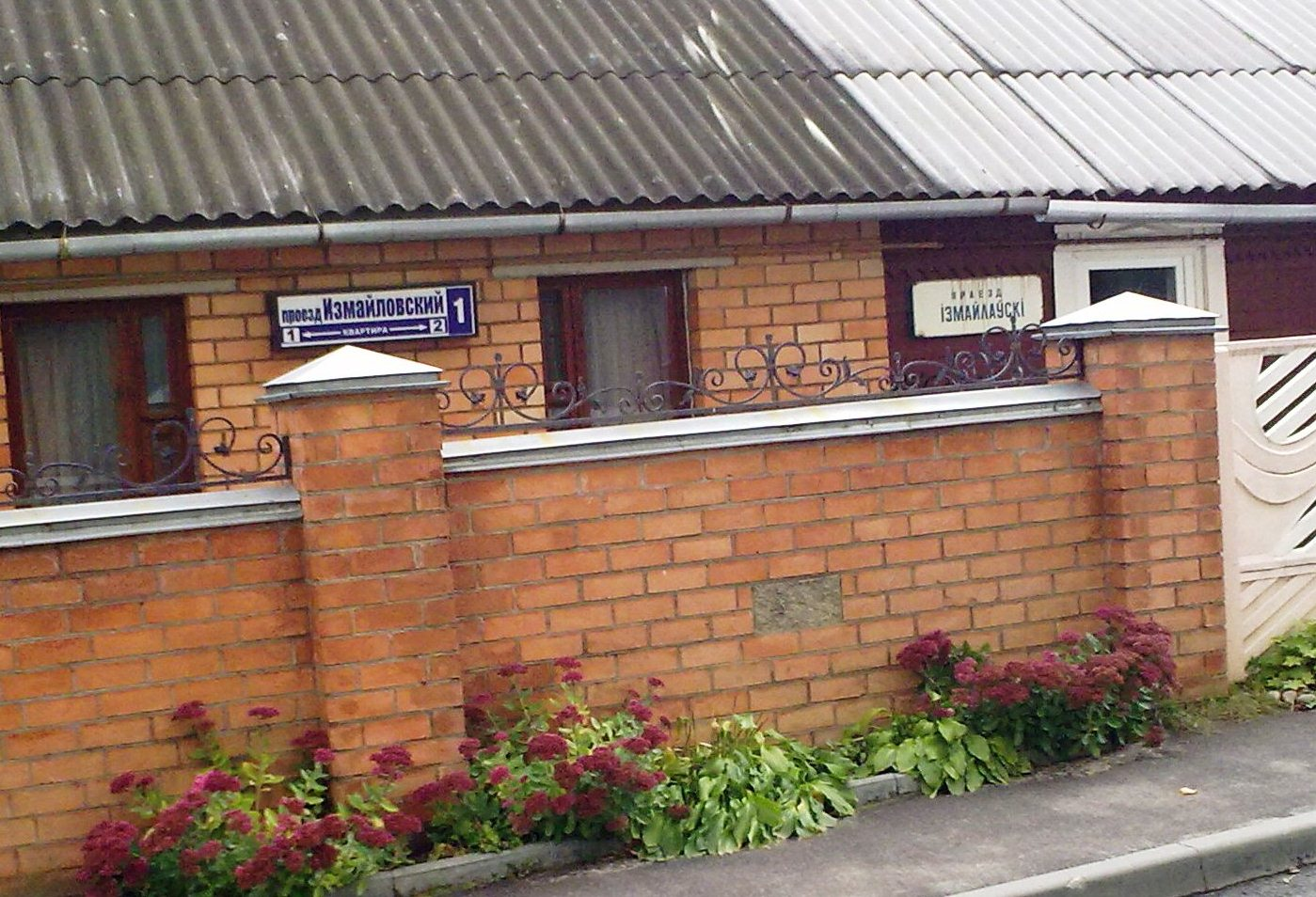
Мінськ, Білорусь, 2011: старий вуличний знак білоруською мовою (праворуч) замінено новим російською (ліворуч).

Русифікацію зумовила державна політика російських режимів — спочатку царського, а згодом радянського, та обставини, що в них перебували внаслідок своєї приналежності до Російської імперії чи Радянського Союзу неросійські народи.

## Термін русифікація і його критика
Русифікація — поняття, яке широко вживається (спершу — у політичній публіцистиці, потім — в історичній науці та в політології) з кінця 19 — початку 20 століття на означення державної політики, що мала забезпечити всебічну інтеграцію народів Російської імперії, а згодом — народів СРСР. Кінцевою метою русифікації була політична лояльність та мовно-культурна асиміляція неросійських етносів, тобто позбавлення їх власної ідентичності. У 18—19 столітті офіційно вживався термін "обрусение". В українському дискурсі застосовується також термін "російщення", інколи — також "московщення". Синонімічними є поняття "денаціоналізація", "деукраїнізація", "асиміляція".
Станом на 2022 рік в Україні термін русифікація є найпоширенішим як у публіцистиці, в органах влади, так і в науковій літературі.
Цей термін викликає критику у окремих мовознавців через співзвучність зі словами Русь та руський. Зокрема український мовознавець у діаспорі Богдан Романенчук у своїй праці «Російщення України» пише:
|  | Термін русифікація зовсім невдалий і невластивий, бо він походить від давньої назви нашої країни Русь, якої тепер ніде нема, тому вона нікого не русифікує, а колишнє Московське князівство чи царство такої назви офіційно ніколи й не мало, і Руссю ніколи в дійсності не називалося. Тому термін русифікація не тільки невлучний, але й неправильний. |

З ним погоджується науковий співробітник відділу української етнології НДІУ Олег Чирков.

## Історія питання

Максимальна експансія Російської імперії

Синім позначено країни, де російська мова має офіційний статус на державному рівні, зеленим — де нею розмовляє значна кількість жителів.

Русифікація здійснюється за допомогою різноманітної системи заходів, головним чином таких, як навчання в російських за мовою викладання школах, утворення мішаних подружжів, ідейна, політична й культурна індоктринація, перебування в російськомовному середовищі (в армії, в державних та громадських установах, на підприємствах, будівництвах тощо), переміщування населення, відривання людей як від національної групи чи середовища, так і від національної мови й культури, позбавлення етнічної та національної свідомості, накидання російської мови як мови зв'язку й порозуміння — та як, так званої, другої мови неросійських народів.
Швидка політична експансія Московії (з 1721 року — Російської імперії) була й є пов'язаною з русифікацією автохтонів Східної Європи й Північної та Центральної Азії. У цьому процесі зникають малі народи й племена, а чималий їхній відсоток (зокрема розпорошених) уживає російську мову (за радянським переписом 1970 5,4 % неросіян уважало російську мову за свою рідну, а 17,3 % вільно нею користувалося. У кількісному вираженні, згідно з переписом 1926 р., кількість неросіян, що вважало російську мову за рідну, була зафіксована на рівні 6,4 млн, в 1959 р. — 10,2 млн, в 1979 р. — 13 млн, в 1989 р. — 18,7 млн.)
Між іншим, це дозволяло офіційним часописам ще з 1959 року почати розмову про те, що радянська федерація виконала свою історичну місію й невдовзі її може заступити унітарна держава.. Проте, це все спричинило досить нервову реакцію представників неросійських народів.
Згідно зі згаданим переписом 1970 p., кількість населення в неросійських народів більшає швидше, ніж у росіян, заразом, найвищі темпи приросту населення спостерігають у найменш русифікованих традиційно мусульманських народів. Колишні сподіванки, що населення перемішається, також виявилися перебільшеними. Шукаючи розв'язання цих проблем, деякі радянські суспільствознавці пропонують розпочинати мовну асиміляцію неросіян з наймолодшого віку, або, як пропонує один з авторів, з «доконкурентоспроможної» фази формування особистості.

## У Російській імперії
Політика зросійщення була властива російській державі в усі часи її існування.

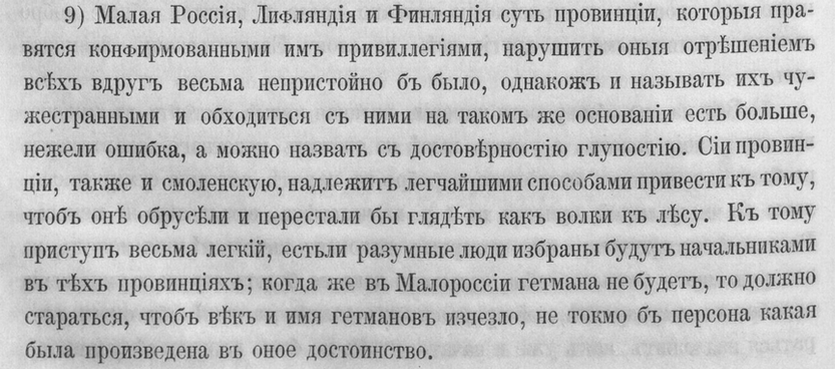
«Секретна настанова» Катерини ІІ князеві Вяземському при призначенні його на посаду генерал-прокурора Сенату.

Від Петра I до вступу на престол Олександра III російська національна політика мала імперський характер: вона вирізнялася відносною терпимістю стосовно національних особливостей народів, що жили в імперії.[джерело?]
У часи правління Катерини II, ще до зруйнування Запорозької Січі, у таємній інструкції генерал-прокурору Олександру Вяземському імператриця вказувала:
| Мала Росія, Ліфляндія та Фінляндія суть провінції, що керуються конфірмованими їм привілеями, зректися яких усіх раптом вельми непристойно би було, однак і називати їх чужоземними і ставитися до них на тих же підставах є більше, ніж помилка, а можна назвати з вірогідністю дурістю. Ці провінції, також і смоленську, слід найлегшими шляхами привести до того, щоб вони обрусіли і перестали б дивитись як вовки до лісу. До того приступ вельми легкий, якщо розумні люди обрані будут начальниками у тих провінціях; коли ж в Малоросії гетьмана не буде, то треба намагатися, щоб вік і ім'я гетьманів зникло, не тільки б персона яка була переведена до того достоїнства.[18] Оригінальний текст (рос. дореф.) [Малая Россія, Лифляндія и Финляндія суть провинціи, которыя правятся конфирмованными имъ привиллегіями, нарушить оныя отрѣшеніемь всѣхъ вдругъ весьма непристойно бъ было, однакожъ и называть ихъ чужестранными и обходиться съ ними на такомъ же основаніи есть больше, нежели ошибка, а можно назвать съ достовѣрностію глупостію. Сіи провинціи, также и смоленскую, надлежитъ легчайшими способами привести къ тому, чтобъ онѣ обрусѣли и перестали бы глядѣть какъ волки къ лѣсу. Къ тому приступъ весьма легкій, естьли разумные люди избраны будуть начальниками въ тѣхъ провинціяхъ; когда же въ Малороссіи гетмана не будетъ, то должно стараться, чтобъ вѣкъ и имя гетмановъ изчезло, не токмо бъ персона какая была произведена въ оное достоинство.] Помилка: {{Lang}}: невпізнаний код мови: ru-dor (допомога) |
Російська імперія притягала у свої столиці й адміністративні, промислові чи культурні центри й русифікувала найздібніші елементи інших національностей. Це стосується також до численних науковців і фахівців, що прибували на роботу з Західної Європи. Захоплені політичною могутністю Росії та вбачаючи в ній порятунок від загрози з боку Османської імперії й Німецької імперії (Австрії), русифікувалися окремі одиниці Балканських народів, та навіть Польщі, Галичини.
Поступова русифікація України почалася після Переяславської угоди, зокрема в процесі обмеження й ліквідації української автономії, особливо після перемоги Росії під Полтавою 1709 р. У 1720 р. заборонено друкувати книжки українською мовою, а українські видання церковнослов'янською мовою наказано порівнювати з російськими виданнями, «щоб не було ніякої різниці». Створеному 1734 р. так званому Правлінню гетьманського уряду (його очолював князь Шаховський) наказано було в таємній інструкції провадити політику злиття українців з росіянами також шляхом мішаних шлюбів. Росифікацію України посилено за Катерини II, після скасування гетьманства й зруйнування Запорізької Січі. Другій Малоросійській Колеґії (під проводом П. Рум'янцева-Задунайського) доручено здійснити широку програму росифікації України, встановлюючи російську мову як обов'язкову в школах, як єдину в друкованих книжках тощо.
На російську мову викладання переведена також Києво-Могилянська Академія. У другій половині 18 ст. впроваджено російську мову в діловодство українських консисторій та зобов'язано священиків виголошувати проповіді церковно-слов'янською мовою з російською вимовою. Клопотання Києво-Печерської Лаври 1769 р. про дозвіл друкувати для українського населення абетки українською мовою Священний Синод відхилив. Політика русифікації поступово охоплювала всі аспекти суспільного життя, спершу на Лівобережній Україні, в Києві й на Слобожанщині, а пізніше, після того, як придушено польське повстання 1830—1831, також на Правобережній Україні.

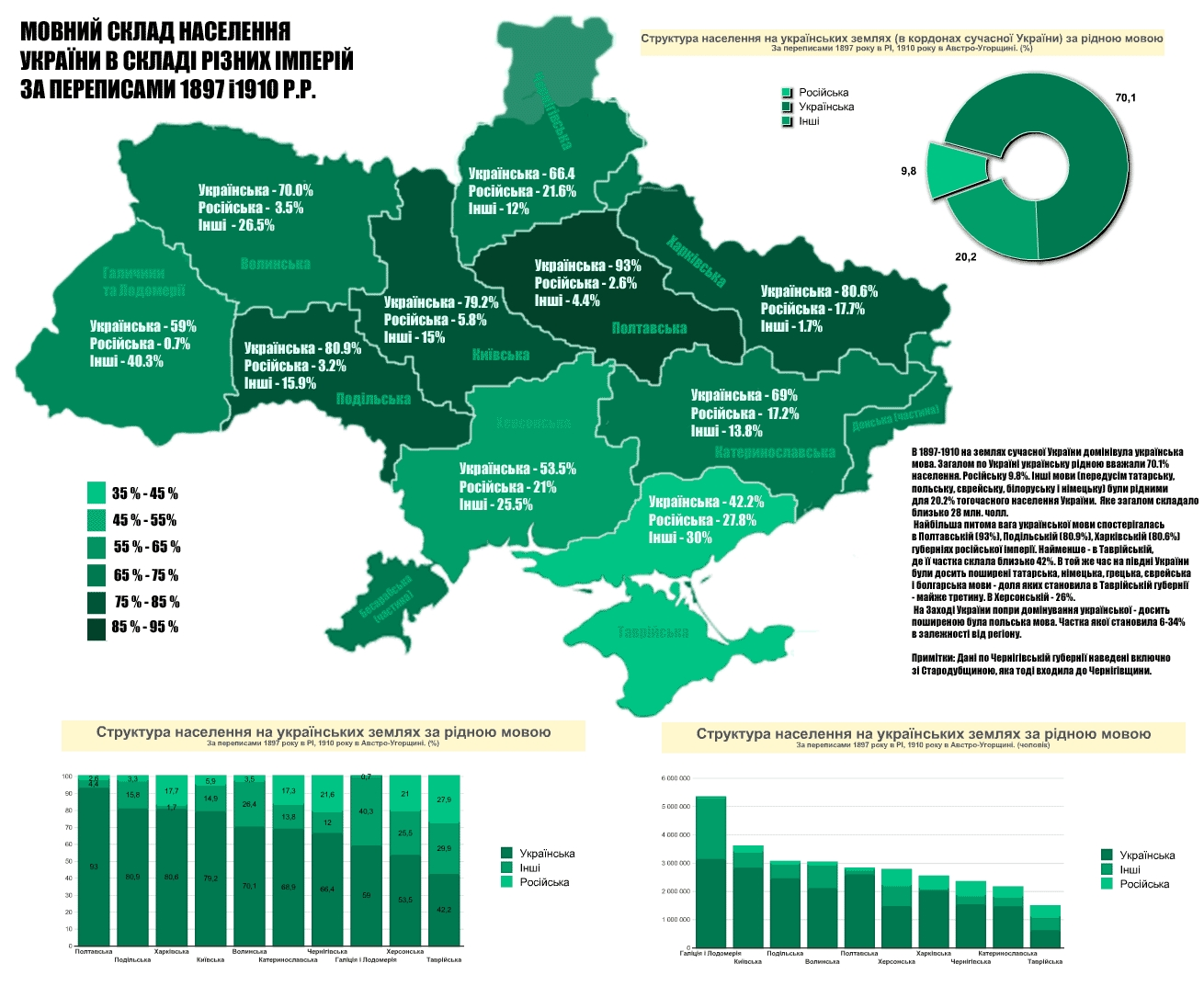
Поширення української, російської та інших мов на теперішній території України в 1897—1910 роках

Поширення українців в РІ

У Польщі та інших південно-західних губерніях Російської імперії політика росифікації застосовувалась після придушення повстань 1831 та 1863 років. Вона була різною стосовно кожної нації: поляків, українців, євреїв, а також іноземців із лімітрофних країн. Заходи, що вживалися супроти поляків, євреїв та іноземців мали спільну рису: їм було заборонено мати земельну власність (між 1881 та 1894 роками було введено у дію кілька царських указів). Що ж до промислових переселенців, що прибували із Пруссії та Австро-Угорщини, то їх примушували наймати росіян, або ж вивчати російську мову, часто, також, звільняючи робітників-іноземців.
Суворі заходи були вжиті до євреїв. Із п'ятдесятиверстної прикордонної смуги були примусово виселені всі євреї. Їх переселяли із сільської місцевості у міста. Була встановлена норма для євреїв при вступі до гімназій та університетів, наприклад, 3 % для університетів обох столиць, 5 % для міст Росії і 10 % для міст західних губерній, навіть для міст із значним відсотком єврейського населення (більше третини чи половини населення).
Заходи супроти поляків виявилися ще суворішими. Обмежувалося право обіймати державні посади, мати земельну власність у південно-західних губерніях, які не входили до власне Польщі. 1869 року польська мова була викреслена із програми середньої освіти. Після 1870 року те ж було зроблено для вищої (Варшавський університет) та початкової школи. Було заборонено вживати польську мову в установах, де, на той час, нею ще користувалися. Назви вулиць та, навіть, вивіски магазинів мали бути російською мовою. Переслідувалися також духовні товариства і католицьке духовенство.
Русифікація України посилилася в другій половині 19 ст.: Валуєвський циркуляр 1863 p. та Емський указ 1876 p. загальмували до революції 1905 український літературний процес.
Урядом Російської імперії було прийняте рішення про примусове навернення у православну віру українців у Холмщині. Від 1866 року вживалися заходи зі знищення особливостей греко-католицьких церковних обрядів, що наближали їх до католицького богослужіння. Від 1875 року російська адміністрація почала поширювати у Холмщині та прилеглих землях звернення до царя про відновлення православ'я, підписи під якими добувалися російською владою залякуванням, хитрощами та репресіями: до непокірних застосовувалися штрафи, ув'язнення, заслання, покарання різками.
У прибалтійських провінціях — Ліфляндії, Естляндії та Курляндії — після обстеження, за дорученням Олександра III, сенатором Манасеіним становища прибалтійських провінцій, були вжиті заходи щодо уніфікації адміністрації та судової системи. Російська мова стала обов'язковою в усіх установах, за тимчасовим винятком для повітових судів. Потім русифікація була поширена на навчальні заклади, гімназії, початкові школи. Місто Дерпт перейменовано на Юріїв (1895), так само Дерптський університет був перейменований та реорганізований.
Провадилась боротьба із місцевою релігією та мовами, окрім пропаганди, ще й адміністративними засобами. Із-під керівництва місцевого дворянства та лютеранських пасторів школи були підпорядковані міністерству народної освіти. Гоніння на релігію супроводжувалися війною проти мови.
У Фінляндії за царювання Олександра III були створені російські гімназії, у вищих урядових установах почали вимагати знання російської мови, усе офіційне листування, між урядом та російським генерал-губернатором з одного боку і генерал-губернатором та фінляндським сенатом з другого, від 1891 року мало вестися російською мовою. Були об'єднані поштові відомства обох країн, був ліквідований спеціальний комітет у справах Фінляндії. Обов'язковим став вжиток російського рубля.
| |  |  |
| Палац Сташиця у Варшаві збудований в 1820—1823-х на початку російського панування над Польщею в класичному стилі для Варшавського товариства друзів науки. 1832-го товариство ліквідували, а 1890 палац перебудували у псевдоруському стилі (фото ліворуч), у ньому облаштували православну церкву. 1924 року фасад будівлі відновили (фото праворуч). |  |  |

З приходом Миколи II політику змосковщення продовжили. У Фінляндії збільшили контингент призовників на військову службу до Росії, 15 лютого 1899 року виданий імператорський указ, за яким він, великий князь Фінляндський, підтвердив своє право одноособово встановлювати законодавство щодо питань, що стосувалися одночасно всієї імперії і великого князівства. З'явилися нові укази про розширення застосування російської мови, особливо у діловодстві сенату. Таким чином, автономія Фінляндії, що ще існувала на папері, у дійсності була істотно обмежена.
На всіх окраїнах Російської імперії, що мали національний характер, — від Фінляндії і до Кавказу, де вірменів теж гнітили, зросійщення створювало або ж посилювало неприязнь до російської влади.
В 1905 році під тиском громадськості царський уряд змушений був певною мірою послабити цензурний тиск і дозволити видавати окремі українські книжки й газети. Так, 12 листопада 1905 р. у м. Лубни, що на Полтавщині, з'явилася перша в Російській імперії українськомовна газета «Хлібороб». Невеличке двошпальтове друковане видання відкрило нову еру в історії української преси. «Хліборобом» одразу зацікавилася публіка, він швидко розходився п'ятитисячним накладом. Проте, вже під час першої світової війни український друк в Україні було практично повністю заборонено
. Низку видань було заборонено, діяла військова цензура, що особливо суворою була в окупованій Росією Галичині. Одночасно російська культура й література, що досягла великого розквіту у 19-20 ст., особливо впливали на духовність українського й інших народів, що перебували під політичним чи культурним впливами Росії. Попри на офіційні заходи й заборони, до 1917 росифікація мала вплив майже винятково на міста і промислові центри, куди напливали росіяни й вищі прошарки українського суспільства (інтелігенція, землевласники, духовенство, частина міщанства). Проте частина цих прошарків залишилася під впливом української національної стихії і не втрачала зв'язку з українськими традиціями, мовою й культурою. Головна маса населення українських земель під Росією — селяни (вони становили 95 % всього українського населення), залишилася україномовною і на неї не мали значного впливу ані школа, ані церква, тільки подекуди військова служба.
Академік І.Дзюба у своїй книзі «Нагнітання мороку. Від чорносотенців початку XX століття до українофобів початку століття ХХІ» доводить, що всі кроки з росифікації України були прописані сто років тому, зокрема й київським цензором Сергієм Щоголєвим. Той ще у 1912 році у своїй книзі «Украинское движение как современный этап южно-русского сепаратизма» давав чіткі рекомендації, як швидко й ефективно провести русифікацію. Щоголєв вказував, що головне правильно спрямувати шкільну освіту, відучити молоде покоління від мови й запровадити «меры против периодической печати на украинском языке». Ще один із заповітів Щоголєва — не допускати, щоб Боже слово звучало українською мовою, не дозволяти священикам проповідувати українською мовою.
Відомий педагог Б. Грінченко одним із перших звернув увагу на відповідність змісту підручників до політики держави. Він зазначав, що підручники часів Російської імперії, за якими навчались українські діти, мали на меті виховати цілі покоління без історичних традицій і коренів, без власної пам'яті, мови і культури, без минулого і сучасного. Підручники використовувалися як один із безпосередніх засобів росифікаторської політики царського самодержавства.
Тотальна росифікація здійснювалась російською владою під час окупації Галичини в період Першої світової війни. Зі вступом російських військ до Галичини головнокомандувач армії великий князь Микола Миколайович оголосив маніфест, в якому, зокрема, говорилося: «Хай не буде більше під'яремної Русі! Володіння Володимира Святого, земля Ярослава Осмомисла і князів Данила та Романа, скинувши іго, нехай піднімуть прапор єдиної, нероздільної і великої Росії. Хай здійсниться Промисел Божий, що благословив справу великих збирачів землі російської. Хай допоможе Господь царюючому своєму помазанику, імператору Миколі Олександровичу всія Русі, завершити справу великого князя Івана Калити». Із цього документу випливало, що російські урядовці розглядали Галичину як «исконно русскую землю». Ця думка була чітко озвучена новопризначеним російським генерал-губернатором графом Галичини Олексієм Бобринським. Виступаючи перед представниками громадськості Львова, він заявив, що Східна Галичина й Лемківщина є частинами єдиної Великої Русі і що в цих землях корінне населення завжди було російським. Тому тут устрій повинен ґрунтуватися на російських засадах. Відповідно, передбачалося запровадження російської мови та права. Про серйозність планів Петрограда щодо Галичини засвідчив візит самого російського царя до Львова весною 1915 р. Русифікація краю набула брутальних форм. Насильницькими методами впроваджувалася російська мова в діловодство і сферу освіти. Для виконання цього завдання з Росії направлялися відповідні кадри — чиновники, вчителі тощо. Планувалося навіть перевести до Львова Варшавський російський університет.

## У СРСР

### Кирилізація
У 1930-х — 1950-х радянська влада поспішно перевела на кирилицю 60 із 67 писемних мов СРСР (за основу було взято російський алфавіт). Серед причин було сподівання, що перехід на кирилицю спростить вивчення російської мови неросіянами, таким чином прискоривши їхню асиміляцію. 2002 року в Росії було прийнято Закон про єдину графічну основу, який фактично забороняє використовувати мовам малих народів інші писемності крім кирилиці. Зокрема, після окупації Криму Росією у 2014 кримськотатарську мову в Криму було переведено на кирилицю.

### В УРСР
Дерусифікація України, розпочата революцією 1917 і відродженням української державності була перервана окупацією України радянськими військовими у 1919—1920. Встановлення радянської влади відновило панівне становище росіян в Україні, що виявилося, зокрема, в пануванні російської мови. Російською мовою велось діловодство партійних і державних, установ; нею ж друкувалася більшість офіційних органів преси, декретів, відозв тощо. Книжкова продукція 1919—1923 рр. за мовою була переважно російською. Розпочата на підставі постанови XII З'їзду РКП(б) 1923 декретом Ради Народних Комісарів УС СР від 27 липня 1923 українізація шкільновиховних і культурно-освітніх установ, поширена постановою ВУЦВК і РНК УРСР від 1 серпня 1923 на державний апарат, була ведена з неабиякими труднощами, при опорі з боку росіян або зрусифікованих елементів. Та незабаром темп українізації був чимало послаблений. Виступаючи офіційно проти будь-яких «спроб утворити для російської культури в Україні панівне становище, що його вона мала за царату», ЦК КП(б)У, в постанові від 19 квітня 1927, вирішив «визнати за російською мовою особливе значення». У наступні роки, зокрема з 1930, у партійних колах посилився активний опір українізації, поєднаний з тенденцією ревізувати постанову XII з'їзду РКП(б) і визнати її неактуальною. 1932—1933 українізацію замінив гострий протиукраїнський і одночасно русифікаційний курс. Культурні, державні або й партійні діячі, які здійснювали українізацію, були заарештовані, заслані чи розстріляні, а один з головних ініціаторів українізаційного руху, нарком освіти УРСР у 1927—1933
Микола Скрипник вчинив самогубство. Була припинена незначна українізація на Кубані та на інших українських територіях в РРФСР, і посилалася русифікація українців поза межами УРСР.
Доктор історичних наук, професор Юрій Шаповал наполягає, що існування Української РСР, політика «коренізації», а значить і українізації, з'явилися завдяки існуванню Української Народної Республіки, яку окупували більшовики.
«Українізація — вимушений крок, вони без цього могли програти. Більшовицька партія була малопопулярна на окраїнах імперії. В Україні вона масовою не була. Коли запровадили коренізацію в 1923 році, це був крок, щоб вижити режиму», — вважає Шаповал.
Він пояснює, що за рахунок місцевих кадрів більшовики «вкорінювались» на окраїнах, а для цього треба було дати пряник.
«Але всіх адептів та речників українізації врешті знищили. Але ця кон'юнктурна політика принесла позитив — культурний сплеск, який потім назвуть українським розстріляним відродженням», — додає історик. А для селян, як нагадує Шаповал, все це врешті закінчилось Голодомором.

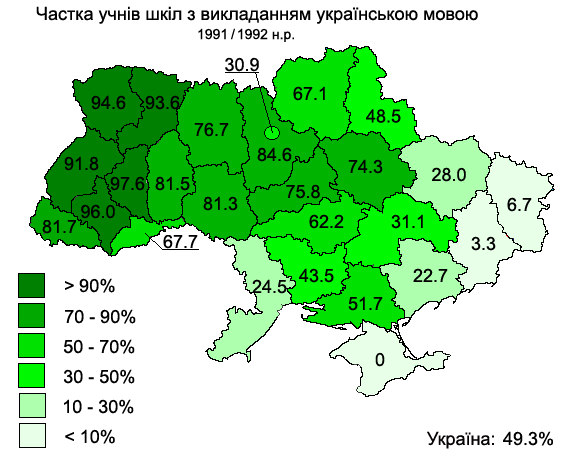
Частка учнів шкіл з українською мовою навчання у 1991/1992 н. р.

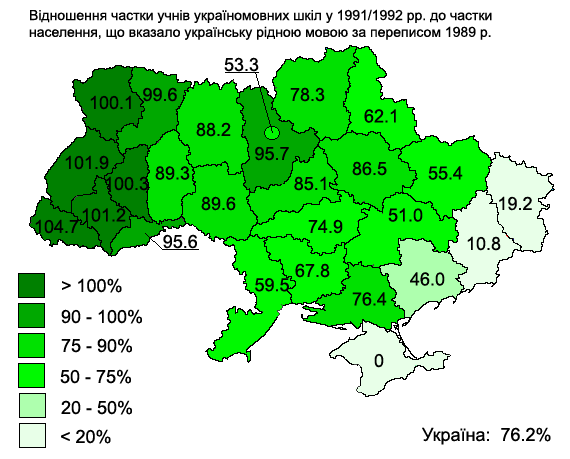
Відношення частки учнів україномовних шкіл у 1991/1992 н. р. до частки населення, що назвало рідною українську мову під час перепису 1989 р.

Порівняно з русифікацією царського часу теперішня радянська охоплює всю українську територію — адміністративну й етнічну, всі українські прошарки, включно навіть з селянством (його традиційний устрій, під впливом колективізації й посиленої еміграції, ґрунтовно змінився, а його відсоток порівняно з усім українським населенням знизився з 95 до 52 %) і ведеться досконалішими й більш рафінованими методами, зокрема в духових ділянках. Росифікація здійснюється з допомогою численного державного й партійного апарату й мільйонів поселених в Україні росіян, при активному сприянні також Російської Православної Церкви.
1938 року вийшла постанова РНК СРСР і ЦК ВКП(б) «Об обязательном изучении русского языка в школах национальных республик и областей». В цій постанові не було прямих вказівок про якісь особливі привілеї для російської мови, але реалізація цієї постанови на практиці в різних регіонах СРСР призвела до поступового обмеження сфер функціонування місцевих національних мов різних народів СРСР.
Русифікація, особливо посилена у 1940—1950-х pp. (зокрема на приєднаних до УРСР західно-українських землях), викликала з початку 1960-х pp. рух опору, що охопив певні кола українські інтелігенції, а почасти й робітництва. Тоді були висловлені домагання, щоб вести українською мовою навчання в усіх вищих і середніх спеціальних школах і виховання в усіх дошкільних закладах, перевести на українську діловодство в установах і на підприємствах, залізницях, торгівлі і збільшити кількість видань АН УРСР, університетів і видавництв українською мовою, а також українських кінофільмів. Проте відповіддю на ці домагання було посилення репресій проти діячів опору, і в УРСР далі продовжує діяти «потужний і добре налагоджений механізм русифікації» (І. Дзюба). Російською мовою ведуться тепер усі справи партійного, державного і громадського життя, всі галузі господарського життя та їхнє діловодство, вища, середня технічна і професійна освіта. У Києві та інших великих містах України школи з українською мовою навчання нечисленні, і в них навчається тільки 20 % дітей. Такий же стан у культурно-освітній роботі. Одним з головних чинників русифікації залишалася радянська армія.
Український літературознавець шістдесятник Іван Дзюба у своїй книзі «Інтернаціоналізм чи русифікація?» 1965 року критично, але з марксистських позицій проаналізував національно-культурну політику радянської влади в Україні. У результаті Іван Дзюба втратив роботу, його виключили зі Спілки письменників України та переслідував КДБ. 1972 року Дзюбу ув'язнили на 18 місяців.
Особливу увагу в процесі русифікації було звернено на народну освіту.
Кількість учнів в УРСР у школах з російською і українською мовою навчання у 1951–1962 роках:
| × | Роки    | Українські школи у тис. | у %  | Російські школи у тис. | у %  |
| - | ------- | ----------------------- | ---- | ---------------------- | ---- |
| 1 | 1951-52 | 5 551                   | 81.3 | 1207                   | 17.7 |
| 2 | 1955-56 | 3 846                   | 72.8 | 1 392                  | 26.3 |
| 3 | 1961-62 | 4 170                   | 64.5 | 2 000                  | 30.9 |

Отже, за 10 років відсоток учнів в україномовних школах зменшився на 16,9, у російськомовних школах збільшився на 13,2 (1959 українці становили 76,8 % всього населення, росіяни — 16,9). Зокрема росифікації зазнавали україномовні учні у великих містах УРСР, бо більшість їх вчилася у російськомовних школах. Кількість учнів українців у російськомовних школах у деяких містах, згідно з статистикою Міністерства Освіти УРСР (за даними І. Коляски), у 1958—1959 була така (у дужках відсоток українців порівняно з усім населенням):
| ×                | Учнів українських шкіл у тис. | у %       | Учнів російських шкіл у тис. | у %  |
| ---------------- | ----------------------------- | --------- | ---------------------------- | ---- |
| Київ             | 22,5                          | 26,8(66)  | 61,2                         | 73,1 |
| Харків           | 9,9                           | 4,1(49)   | 68,8                         | 95,1 |
| Одеса            | 4,7                           | 8,1 (40)  | 53,0                         | 91,9 |
| Дніпро           | 11,1                          | 17,4 (58) | 52,3                         | 82,6 |
| Донецьк          | 0,9                           | 1,2 (38)  | 76,3                         | 98,8 |
| Луганськ         | 1,5                           | 6,5(44)   | 21,7                         | 93,5 |
| Івано-Франківськ | 2,7                           | 39,4 (66) | 4,1                          | 60,6 |

Майже цілковито зрусифіковано професійно-технічні школи і середньо-спеціальні навчальні заклади, за винятком культурно-освітніх і педагогічних. Така ж ситуація і в ділянці вищої освіти. В університетах Дніпра, Одеси, Харкова й Донецька викладання провадиться російською мовою, за винятком кафедр української мови й літератури; в інших університетах (Київському, Львівському, Ужгородському й Чернівецькому) української мови дотримується частина викладачів на факультетах суспільних наук. Всі інші вузи УРСР: політехнічна, промислова, медична, торговельна, сільсько-господарська та економічна цілком зрусифіковані, за винятком деяких у західних областях. Кількість їх випускників, докторів і кандидатів наук та загальна кількість науковців в УРСР постійно зменшується. За національністю в усіх вищих навчальних закладах СРСР в 1972—1973 було 618 000 українців і 2 774 000 росіян, тобто на 10 000 рос. населення припадало 214 студентів і на 10 000 укр. населення — 151 студент. На всіх 35 426 українських науковців в СРСР у 1960 тільки, 63,6 % працювали в Україні, решта 36,4 % поза її межами. До того ж, з 22523 науковців в Україні у 1960 тільки 48,3 % становили українці, решта росіяни й інші національності.
Русифікація в УРСР унаочнюють також числа про наукову видавничу продукцію. З усіх 472, назв наукових записок, праць, збірників й інших серійних видань, опублікованих у 1966—1967, 386 (81,8 %) були надруковані російською і лише 80 (17,0 %) українською мовою. З усіх 1 512 назв видань, які з'явилися у видавництві АН УРСР 1968, 1 211 (80,1 %) були надруковані російською і 276 (16,6 %) українською мовою; українська мова переважала тільки у виданнях Секції суспільних наук: 146 українською і 92 російською мовою. Усі 616 авторефератів докторських і кандидатських дисертацій в усіх секціях АН УРСР були надруковані винятково російською мовою. Таке саме відсоткове відношення, як у виданнях АН УРСР, виявилося й у книжковій продукції університетських видавництв УРСР.
Перевагу російськомовних видань виявляє також загальна видавнича продукція в УРСР. Кількість виданих в УРСР книжок і брошур українською мовою зменшилася з 4 041 у 1961 до 2 981 в 1973, російською — з 4416 до 4403. Серійних видань в УРСР було у 1973 р. 131 українською і 269 російською мовою, газет — 802 українською і 427 російською. Тому що в УРСР масово кольпортується (поширюється) і навіть передруковується російська преса, видавана у Москві, газети й журнали російською мовою поширені значно більше, ніж українською.
Русифікація УРСР і дискримінація її супроти РРФСР була наявна також в інших ділянках культури. Кількість україномовних книжок у масових бібліотеках УРСР (згідно з частковими даними) становила всього 10 — 20 % (в усіх переважали російськомовні книжки), кількість музеїв зменшилася з 174 у 1940 до 147 у 1972 (в РРФСР збільшилася з 592 до 610), театрів з 140 до 72. Така ж ситуація в радіомовленнях і телевізійних програмах: більшість населення України користується радіо і телевізійними програмами, передаваними в УРСР російською мовою, або з російських, передаваних з РРФСР. Пам'ятки української історії й культури нищаться або відсуваються на задній план, натомість плекаються й популяризуються російські. Русифікація української мови здійснюється шляхом зближення літературної мови й наукової та технічної термінології й лексики з російською.
Панівна в політиці Радянського Союзу була настанова, що тільки за допомогою російської мови радянські громадяни можуть користатися з скарбів не лише російської, але й всесвітньої культури, літератури, науки й техніки, є дискваліфікаційною для всіх неросійських мов в СРСР, за якими залишаються тільки щонайбільше їхні література і мистецтво.
Русифікація в УРСР, зумовлена колоніальною політикою Росії й СРСР щодо України, виявилася також і в збільшенні кількості росіян в Україні, зокрема з 1945. Одночасно збільшується й маса русифікації українців і національних меншин. У 1926 російську мову за свою рідну визнало в УРСР 4,5 % усіх українців (5,2 % всіх неросіян), у 1959 — 6,5 % (7,7 %), 1970 — 8,5 % (11,1 %). Разом з тим збільшується кількість росіян за мовою: з 4,5 млн (11,9 % всього населення УРСР) у 1926 до 10,2 млн (24,4 %) у 1959 і 13,3 млн (31,6 %) у 1970.
Поширення російської мови видно також з даних про другу мову, яка не є рідною мовою, але якою вільно володіє частина населення. У 1970 — 13,5 млн мешканців УРСР назвало російську мову як таку другу мову (українською мовою як другою вільно володіли 4,4 млн осіб); Поширення обох головних мов в УРСР було таке: українською мовою (як рідною і другою) володіло 37,1 млн осіб (79 % всього населення), російською мовою — 26,8 млн (57 %).
Поширення російської мови зокрема характерне для міського населення УРСР, серед якого росіяни становили 30,2 % (українці 63,5 %). Російську мову вважало за рідну 45,1 % (українську 53,1 %), а (крім того, добре володіло російською мовою 32,6 % (українською — 9,8 %); тобто російської мови не знало тільки 7,4 % міського населення, української — 30,6 %.
Найбільше мовно зрусифіковані ті області й райони, у яких росіяни становлять великий відсоток: Крим, що у ньому росіяни становлять 67,3 % всього населення, а російську мову вважають за рідну 82,3 % всього населення, (у тому числі 41,0 % українців); Донецький басейн (відповідні відсотки — 41,0 %, 68,5 % і 26,5 %); Дніпровський промисловий район (23,7, 39,6 і 11,1); Харківська область (29,4, 42,6 і 15,4) й Одеська (24,2, 39,6 і 16,1).
Значно сильнішої русифікації зазнали ті частини СРСР, які відокремлено від української етнічної території та приєднано до РРФСР: Північна Слобожанщина (південна частини теперішніх областей — Білгородської, Воронізької й Курської), частина Донеччини (частина Ростовської області) та західна Кубань (Краснодарський край) — разом 114 300 км2 з (1926) 5 093 000 населення, у тому числі 3 357 000 українців (66,0 % усіх). Ці землі — це єдина в СРСР велика суцільна неросійська територія, яку було включено безпосередньо до РРФСР, навіть без прав автономної республіки чи автономної області; на ній українці не мають жодних національних прав: нема українських шкіл (за винятком недовгого часу українізації), преси, книжкової продукції, а приплив українського друкованого слова з УРСР штучно ускладнений. За переписом 1970, на цій території українці становлять ледве 9 % всього населення (за мовою ледве 2 %). Докладніші числа українців є лише для цілих областей: Білгородської, Курської, Воронізької, Ростовської й Краснодарського краю. Зміна частини українців на цій території (у тис. і % всього населення) така: 1926 — 4 140 (35,5 %), 1959 — 542 (4,2 %), 1970 — 534 (3,9 %); число осіб, які подали українську мову, як свою рідну: 1926 — 3040 (26,2 %), 1959 — 183 (1,5 %), 1970 — 180 (1,3 %).
Цілковитої русифікації, згідно з переписами, зазнали українці на мішаному україно-російському Східному Передкавказзі — 163 400 км2 з (1926) З 500 000 мешканців, у тому числі 1 170 000 українців (33,4 %); 1970 — лише 50000 українців або 2,3 %. На Надволжі й на Уралі число українців мало б зменшитися з 771 000 у 1926 до 540000 у 1970.
На території Азійської частини СРСР, що до неї українці постійно іммігрували, українці зазнали таких змін (у тис.): 1926 — 2138, 1959 — 2209, 1970 — 2235. За обчисленнями В. Кубійовича, число осіб українського походження в Азії становить 8—9 млн.
Можна припускати, що русифікація українців в СРСР за межами УРСР не пішла так далеко, як подають переписи, але безперечно вона значно посунена, і великі простори колективних етнічних українських земель тепер мають російську більшість населення.
Одною з важливих метод русифікації є примусове чи добровільне переселення українців на суто російські землі, на далеку Північ і до неросійських республік й переміщення тамтешнього населення в Україну. Наприклад, 1970 у надбалтицьких республіках (Литві, Латвії й Естонії) жило 106 700 українців (їх до 1945 не було), а в УРСР — 22 800 литовців, латишів і естонців. І ті, й ті можуть, порозумітися з своїм оточенням лише за допомогою російської мови, і цим сприяють подальшому поширенню русифікації.
Позбавлені українських шкіл, преси, книжкових видань, театру, радіо й телебачення українською мовою, українці поза межами УРСР все більше русифікуються, приймаючи російську мову як свою рідну чи як мову порозуміння.
Опоненти або противники русифікації і, навіть, її критики зазнають адміністративних і судових репресій: звільнення з роботи, ув'язнення у тюрмах і таборах суворого режиму, заслання.
Головною метою русифікації є створення єдиного так званого радянського народу з російською мовою й культурою. Ініціаторами й пропагаторами русифікації в УРСР стають також партійні й радянські діячі українського роду, що, керуючись мотивами кар'єризму й вислужництва, висуваються на керівні посади в партійно-урядовій ієрархії, стаючи ворогами власного народу (І. Кравцев, В. Маланчук, І. Білодід, А. Скаба та ін.).

### Русифікація малих угро-фінських народів
19 червня 2018 р. Державна дума РФ ухвалила закон, який зробив навчання на всіх мовах крім російської опціональним, змінивши попередні регіональні закони національних автономій та зменшивши обсяги викладання мовами меншин до лише двох годин на тиждень. Цей закон був пов'язаний деякими коментаторами, зокрема у виданні ради з міжнародних відносин, з політикою русифікації.
Динаміка асиміляції воді, угрофінського народу, тубільного населення північного заходу європейської частини Росії:
Динаміка асиміляції іжорців, угрофінського народу, тубільного населення північного-заходу європейської частини Росії:
Динаміка асиміляції тверських карелів, угрофінського народу, що історично проживав у Тверській губернії, на північному заході європейської частини Росії:
* на території СРСР
** на території Тверської області

### В Естонській РСР
У 1945 році в Естонській РСР частка естонців складала 97,3 %. Після закінчення Другої світової війни радянська влада почала сприяти масивному переселенню в Естонію робітників з інших союзних республік, унаслідок чого різко змінилась демографічна ситуація.
Стосовно пояснення причин імміграції в Естонії на разі бракує академічного консенсу. Поширеними є два різних погляди: з одного боку є т. з. школа національної політики, на думку якої форсована індустріалізація союзних республік використовувалась як привід для впровадження російської колонізаційної політики; з іншого боку є т. з. соціально-економічна школа, яка вважає, що СРСР намагався за умов Холодної війни встояти у геополітичній конкуренції та якнайшвидше модернізуватись та індустріалізуватись, що стало головною причиною завезення робочої сили. Додатково було запропоновано пояснення, згідно з яким відмінності у рівні розвитку демографічної ситуації сприяли міграції в Естонію з інших територій СРСР.
1988 року в ефірі Естонської РСР виходили чотири телевізійних програми, три з яких були російськомовні. У цілодобовій сітці мовлення приблизно п'яту частину становили передачі естонською мовою.
Генеральний Секретар КПРС Л. І. Брєжнєв у звітній промові на XXIV з'їзді КПРС проголосив остаточне формування «нової історичної єдності», радянського народу. Це заклало теоретичні підвалини зросійщення, у рамках якого було підкреслено «окрему роль великого братського російського народу», а також російської мови як засобу міжнаціонального спілкування. Новий період русифікації було відкрито таємною постановою Ради міністрів СРСР «Про заходи з подальшого вдосконалення навчання та викладання російської мови у союзних республіках» від 13 жовтня 1978 р.
Вже 19 грудня 1978 бюро ЦК Естонської комуністичної партії ухвалило таємне рішення «Про вдосконалення оволодіння та викладання російської мови» (Vene keele omandamise ja õpetamise edasisest täiustamisest), яке проголосило прагнення комуністичної партії до обмеження публічного використання естонської мови та до двомовності естонців. На виконання цього рішення було складено план заходів, що включав до себе, зокрема, такі:
- Міністерство освіти ЕРСР повинно було до IV кварталу 1979 р. опрацювати та впровадити заходи для поступового переходу до навчання російської мови в дитячих садках.
- Тартуський державний університет мав збільшити прийом на факультет російської мови та літератури до 75 студентів, посилати кожний рік на конкурси в Москву, Ленінград та інші міста Союзу РСР 35 осіб, щоби отримати фаховий і викладацький досвід у галузі «російська мова і література».
- Активізувати та виправити слід було процеси розвитку двомовності та функціонування російської мови в республіці, а також дослідити проблеми ефективного викладання російської мови, відповідальними за що стали АН ЕРСР, Міністерство освіти та Міністерство вищої освіти.
- Для бібліотечних фондів потрібно було розробити списки літератури та преси російською мовою; ними повинні користуватись учні та всі жителі для знайомства з російською класичною та сучасною російською літературою. Організовувати також треба було зустрічі з митцями та літераторами братських республік.
- Починаючи з 1979 року слід було розробити та впровадити методи підвищення частки російської мови в культурному житті республіки.
- До вжитку слід було доправити додаткові заходи, щоби через індивіуальну творчість та клубну працю пробуджувати інтерес до вивчення російської мови.
- Починаючи з ІІ кварталу 1979 року треба було зробити телевізійний курс для самостійного вивчення російської мови тривалістю 30 годин, уроки планувати на той час, коли якнайбільша авдиторія могла би за ними слідкувати. Також вимагалось почати у Таллінні, Кохтла-Ярве та в Нарві, і починаючи з 1985-го по всій Естонії, передавати навчальні програми 3-го каналу Центрального ТБ.
- З першого кварталу 1979-го слід було в пропагандистських теле- і радіопередачах, а також у пресі ширше знайомити з передовим досвідом викладання російської мови та літератури, пропагувати можливості навчання мови на радіо і ТБ.
- ЦК Естонської комуністичної партії отримав завдання обговорити та розробити методи, як пропагувати в середовищі молоді вивчення російської мови та її активний ужиток у міжнаціональному спілкуванні для поглиблення міжнаціональної дружби народів Радянського Союзу.
- В першому кварталі 1979-го слід було укласти списки фільмів для показу молодим людям, які вивчають російську мову, та забезпечити регулярну демонстрацію цих фільмів.
- У третьому кварталі 1979-го повинні були внесені пропозиції з конкретними заходами на забезпечення шкіл, вузів, технікумів, та ПТУ телевізійною апаратурою, а також радіофікувати ці установи.
- З 1983 року мало розпочатись викладання російської мови в малих групах, підготовка нового навчального плану для предмету «російська мова», а також нових навчальних комплектів. Протягом 1979—1984 рр. слід було забезпечити навчальні заклади кожного типу лінгвофонною апаратурою та іншими наочними посібниками. Протягом 1979—1985 рр. повинен був збільшитись випуск підручників та довідників в допомогу тим, хто вивчає російську мову. У 1981—1983 рр. мусили бути видані естонсько-російський та російсько-естонський словники, розмовники, підручники для початківців та просунутих.

Планом передбачалось, що більшість заходів будуть здійснені протягом 1979-го року.
Бланки документів замінено на російськомовні у торгових центрах, на транспорті, в медичних закладах, спілках і ощадних касах. У заклади надання послуг взято на працю росіян, які не володіли естонською. У наукових закладах зроблено обов'язковим захист дисертацій російською — навіть у галузі естонської мови та літератури. Російську почали викладати вже в дитячих садках, у шкільних програмах збільшено часи на російську за рахунок інших предметів. Вчителі російської отримували на 15 % більшу зарплату, ніж вчителі естонської.

## В Росії
2002 року в Росії було прийнято Закон про єдину графічну основу, який фактично забороняє використовувати мовам малих народів інші писемності крім кирилиці.
2017 року вивчення татарської мови в школах Татарстану зробили добровільним, а не обов'язковим.